# Мізільмері
Мізільмері (італ. Misilmeri, сиц. Musulumeli) — муніципалітет в Італії, у регіоні Сицилія,  метрополійне місто Палермо.
Мізільмері розташоване на відстані близько 440 км на південь від Рима, 12 км на південний схід від Палермо.
Населення — 29 143 особи (2014).
Щорічний фестиваль відбувається останньої неділі серпня. Покровитель — San Giusto Martire.

## Демографія
Населення за роками:

Станом на 1 січня 2023 року в муніципалітеті офіційно проживало 218 іноземців з 28 країн, серед них 72 громадяни країн Євросоюзу та 3 громадяни України.

## Сусідні муніципалітети
- Бельмонте-Меццаньо
- Болоньєтта
- Кастельдачча
- Фікарацці
- Маринео
- Палермо
- Санта-Кристіна-Джела
- Санта-Флавія
- Віллабате